# Gare de Frenelle-la-Grande - Puzieux
La gare de Frenelle-la-Grande - Puzieux est une gare ferroviaire française, fermée, de la ligne de Jarville-la-Malgrange à Mirecourt, située sur le territoire de la commune de Frenelle-la-Grande, à proximité de Puzieux, dans le département des Vosges, en région Grand Est. 
Elle est mise en service en 1879 par la Compagnie des chemins de fer de l'Est. Elle est fermée par la Société nationale des chemins de fer français (SNCF), au début des années 1980.

## Situation ferroviaire
Établie à 289 mètres d'altitude, la gare de Frenelle-la-Grande - Puzieux est située au point kilométrique (PK) 50,630 de la ligne de Jarville-la-Malgrange à Mirecourt, entre les gares de Bouzanville - Boulaincourt et de Mirecourt, s'intercale la halte de Poussay. Le trafic voyageurs est suspendu sur cette section de la ligne.

## Histoire
Au mois d'août 1876, le conseil général des Vosges est informé, par le rapport de l'ingénieur Gauckler, de l'état des décisions et des chantiers en cours sur les lignes de chemin de fer. Sur la ligne de Vézelise à Mirecourt, les travaux sont en cours d'exécutions et le « projet définitif du tracé et des terrassements est approuvé ainsi que le nombre et l'emplacement des stations et haltes. il y aura (...) une station entre Frenelle-la-Grande et Puzieux... ».
La station de Frenelle-la-Grande - Puzieux est mise en service le 22 décembre 1879 par 
la Compagnie des chemins de fer de l'Est lorsqu'elle ouvre à l'exploitation la ligne de Vézelise à Mirecourt. La deuxième voie est établie en 1884 sur la totalité de la ligne.

## Service des voyageurs
Gare fermée de la SNCF.

## Patrimoine ferroviaire
L'ancien bâtiment voyageurs de la gare.